# Universiteit van Metz
De Universiteit van Metz (Frans: Université Paul Verlaine – Metz) was een openbare universiteit in de Franse stad Metz, met ongeveer 14.500 studenten en bijna 2.000 academisch personeel. De rector van de universiteit was prof. Luc Johann.
De universiteit werd opgericht in december 1970 en is vernoemd naar de Franse dichter Paul Verlaine, die werd in 1844 in Metz geboren. De universiteit gaat terug op de natuurwetenschappen (Frans: faculté des sciences) uit de jaren 1811-1816.
Op 1 januari 2012 is deze universiteit opgegaan in de nieuw gevormde Université de Lorraine (UL), in Metz en Nancy.

## Faculteiten en instituten
De Universiteit van Metz was verdeeld in zes faculteiten (Frans: Unités de formation et de recherche, UFR) en drie technologische instituten (Frans: Instituts universitaires de technologie, IUT):
- Faculteit Economie: Droit, économie et administration (UFR Droit)
- Faculteit Bedrijfbeheer: Etudes supérieures de management (UFR ESM/IAE)
- Faculteit Letteren en Vreemde Talen: Lettres et langues (UFR LL)
- Faculteit der Geesteswetenschappen en de Kunsten: Sciences humaines, kunst et culture (UFR SHA)
- Faculteit der Wiskunde, informatica, werktuigbouwkunde en regeltechniek: Mathematiques, Informatique, mecanique et automatique (UFR MIMA)
- Faculteit der Natuurwetenschappen: Sciences fondamentales et appliquées (UFR SCIFA)
- Instituut voor Technologie in Metz: Institut universitaire de technologie de Metz
- Instituut voor Technologie in Thionville-Yutz: Institut universitaire de technologie de Thionville – Yutz
- Instituut voor Technologie in Saint-Avold, Forbach en Sarreguemines: Institut universitaire de technologie de Moselle-Est